# GeForce 6系列
GeForce 6是NVIDIA第六代繪圖處理器的總稱，其代號為NV40。在支援微軟的DirectX 9.0c規格下，全數均支援Vertex及Pixel shader 3.0版。NVIDIA用了10億美金研發。該系列於2004年4月14日推出並為GeForce系列的生產線增添了不少新特色，計有Pure Video功能、支援Shader Model 3.0版，以及支援SLI技術。但是產品卻仍存在GeForce FX系列的一些缺點，例如ShaderModel 2.0的表現較差。然而在技術及市場上，NVIDIA仍可以GeForce 6系列來與ATI同類產品競爭。NVIDIA聲稱NV40核心效能比NV38提升一倍。整体而言GeForce 6完全在高端市場擊敗ATi的Radeon X Series。

## 產品特色

### IntelliSample

#### IntelliSample 3.0
- 支援Rotated-Grid Antialiasing，令物件在旋轉移動時減少鋸齒的產生，
- NV40最大支援4個樣本取樣，而在驅動程式中的8X模式其實是由4x Mutisample 和 2x Super Sampling合併而成。

#### IntelliSample 4.0
當GeForce 7推出時，IntelliSample 4.0是GeForce 7獨有的技術。但ForceWare 91.47令GeForce 6系列同樣支援IntelliSample 4.0。IntelliSample 4.0提供兩個新的反鋸齒模式，分別是透明超級取樣抗鋸齒和透明多重取樣抗鋸齒。這些新的反鋸齒模式能提升影像質素，尤其是薄的物件，例如柵欄，樹木，植被和草。其中一個GeForce 6顯示核心能使用IntelliSample 4.0原因，是GeForce 7100 GS的推出，它是建基於NV44晶片，與GeForce 6200相同。令GeForce 7100 GS支援IntelliSample 4.0，變相令整個NV4x產品線支援該透明反鋸齒功能。

### SLi
SLI技術能將兩張同形號的GeForce 6顯示卡串聯在一起，驅動程式能不斷變化地，將工作平均分配到不同的顯示核心。（雖然SLI是後期3dfx的Scan-Line Interleave技術的首字母縮略字，但NVIDIA和3dfx的SLI技術是有不同的。）早期SLI技術只有中高端的顯示卡能使用。後來隨著新的驅動程式推出，低端顯示卡也能啟動軟體SLI模式。軟體SLI模式額外霸佔了PCI-E 16X的頻寬，所以效果稍遜。此外，只有PCI-E的平台能支援SLI技術。

### PureVideo
NVIDIA的PureVideo技術數個專用的视频处理器和軟體的組合。這使到顯示核心能硬體處理高解析度视频，例如H.264、VC-1、WMV和MPEG-2格式的影片。它不但能提高影像质量，還能降低處理器資源佔用，降低系統的功耗。子像素處理能縮放视频到不同大小，畫質比軟體提供的高。

### Shader Model 3.0
儘管ATI首次為零售市場提供Shader Model 2.0相容性，NVIDIA卻首次為零售市場提供Shader Model 3.0相容性。SM3比SM2有數個改進：支援標準FP32（32-bit 浮點）精度、動態分支、增加效率和更長的指令長度，這些都是主要的改良項目。Shader Model 3.0迅速被遊戲開發者接受，因為轉換SM 2.0/2.0A/2.0B的著色指令到3.0版本是一件容易的事情，這亦使到整個GeForce 6產品線都得到顯著的效能改進。

## 產品比較
這是一個關於GeForce 6系列與上一代NVIDIA旗艦級顯示核心NV38（GeForce FX 5950 Ultra）的比較。除此之外，還有ATI的Radeon X800和X850系列：
|                          | GeForce FX 5950 Ultra | GeForce 6200 TC-32 | GeForce 6600 GT | GeForce 6800 Ultra | ATI Radeon X800 XT PE | ATI Radeon X850 XT PE |
| 電晶體 數量              | 135 百萬              | 77 百萬            | 146 百萬        | 222 百萬           | 160 百萬              | 160 百萬              |
| 製造工藝                 | 0.13 微米             | 0.11 微米          | 0.11 微米       | 0.13 微米          | 0.13 微米 low-k       | 0.13 微米 low-k       |
| 核心面積 (mm²)           | ~200                  | 110                | 156             | 288                | 288                   | 297                   |
| 核心頻率 (MHz)           | 475                   | 350                | 500             | 400                | 520                   | 540                   |
| 像素著色器數目           | 8                     | 4                  | 8               | 16                 | 16                    | 16                    |
| 像素流水線數目           | 8                     | 4                  | 8               | 16                 | 16                    | 16                    |
| 紋理單元數目             | 8(16*)                | 4                  | 8               | 16                 | 16                    | 16                    |
| 頂點流水線數目           | 3                     | 3                  | 3               | 6                  | 6                     | 6                     |
| 最高像素填充率（理論值） | 1.9 Gigapixel/s       | 700 Megapixel/s    | 2.0 Gigapixel/s | 6.4 Gigapixel/s    | 8.32 Gigapixel/s      | 8.64 Gigapixel/s      |
| 最高材質填充率（理論值） | 3.8 Gigatexel/s       | 1.4 Gigatexel/s    | 4.0 Gigatexel/s | 6.4 Gigatexel/s    | 8.32 Gigatexel/s      | 8.64 Gigatexel/s      |
| 顯示記憶體頻寬           | 256-bit               | 64-bit             | 128-bit         | 256-bit            | 256-bit               | 256-bit               |
| 顯示記憶體頻率           | 950 MHz DDR           | 700 MHz DDR        | 1.0 GHz GDDR3   | 1.1 GHz GDDR3      | 1.12 GHz GDDR3        | 1.18 GHz GDDR3        |
| 最高記憶體頻寬 (GB/s)    | 30.4                  | 5.6                | 16.0            | 35.2               | 35.84                 | 37.76                 |

## 產品規格
- 核心擁有4, 8, 12，或 16 條像素流水線
- 著色效能是上一代最高的8倍
- CineFX 3.0引擎
  - 支援Direct X 9.0C，即是Direct X 9.0 Shader Model 3.0 API
  - 支援Vertex Shader 3.0及Pixel Shader 3.0
  - 支援Ultra Shadow II - 比Ultra Shadow I快四倍。此技術是用來忽略用家不能看見的部分，使核心不用運算多餘的部分，使效能提升。此技術对任何遊戲都有效。
- 內建影像處理器（PureVideo）
- 完整的顯示核心層面的MPEG-2編碼和解碼 (PureVideo)
- 支援可適應逐像素除交錯 (PureVideo)，ATI在Radeon DDR時已提供
- 支援DDR 和 GDDR-3 顯示記憶體，並推有最高256-bit頻寬
- 支援高动态光照渲染（HDR），令畫質更看上去更自然。
- 128位元的Studio-Precision精確度 - 32位元浮點色彩精確度
- IntelliSample 4.0 技術 - 16x各異向性過濾，旋轉網格反鋸齒和透明反鋸齒（看這兒）
- 硬體影像縮放和過濾 - 過濾技術最高支援至HDTV解析度
- 內置電視編碼器 - 電視輸出最高解析度是1024x768
- 支援OpenGL 2.0優化
- DVC 3.0 (Digital Vibrance Control)
- 有兩個400 MHz RAMDACs，支援QXGA畫面顯示輸出，最高解析度是2048x1536 @ 85 Hz
- 支援双DVI輸出，需要顯示卡製造商支持

## 產品介紹

### GeForce 6800

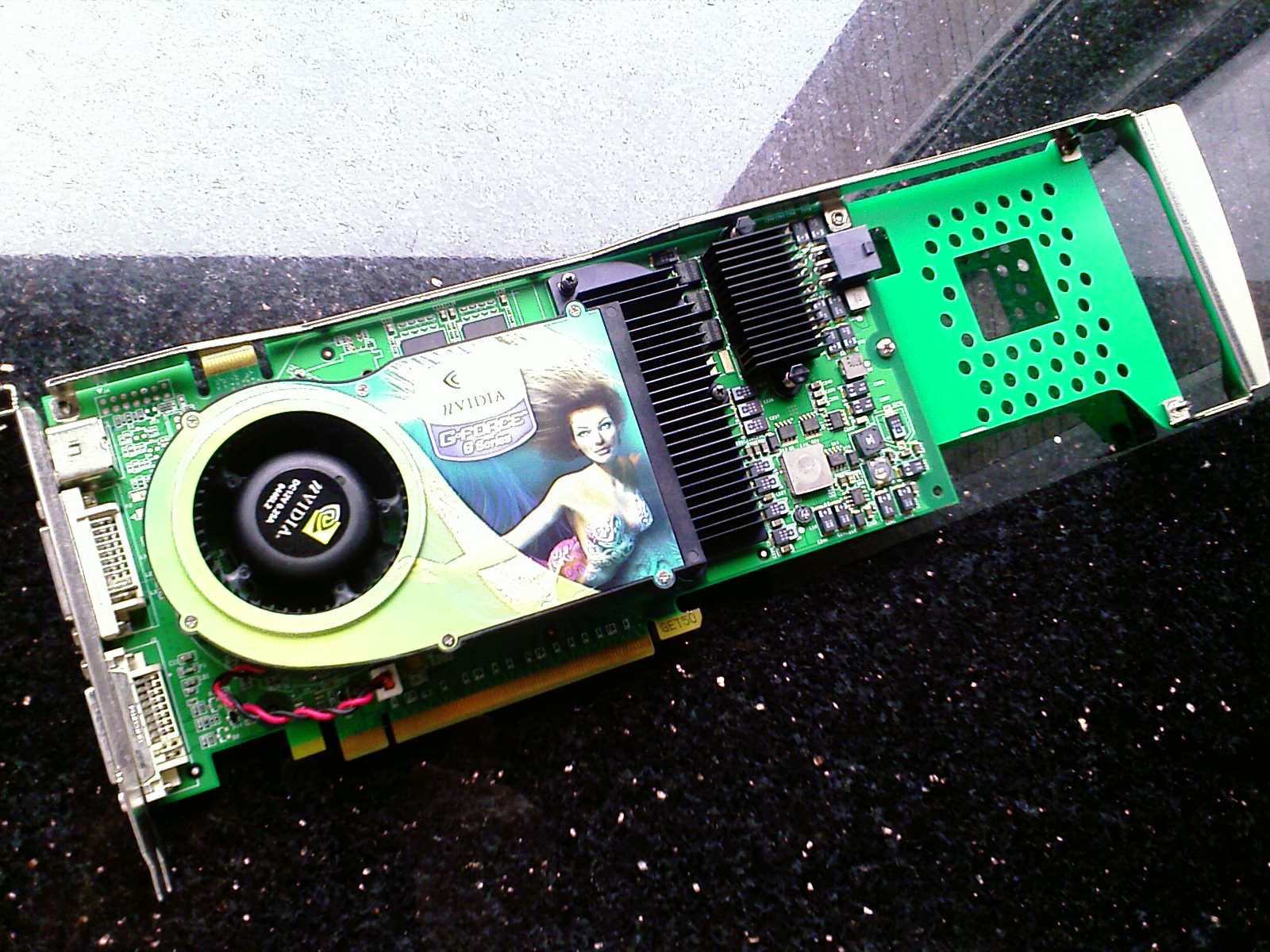
GeForce 6800 Ultra PCI-E 512MB顯示卡

GeForce 6產品線的第一個成員就是6800系列，用來滿足高效能遊戲市場。GeForce 6的第一個形號是GeForce 6800 Ultra (NV40)，它擁有16條像素流水線，效能是NVIDIA的上一代高端產品（GeForce FX 5950 Ultra）兩倍至兩倍半。它擁有兩倍於上代的像素流水線，像素著色亦經過大大的改良。另外由於6800 Ultra顯示核心是由IBM的130納米工藝製造，所以能源消耗反而較低。
早期，在標準檢查程式中，當與近似價錢的ATI顯示卡比較時，6800系列顯示卡是處於不利地位。之後，新的驅動程式都改善了兩間公司產品的效能。ATI的Radeon X800XT PE，是6800 Ultra的直接競爭對手。6800 Ultra在大部分的綜合和遊戲標準檢查程式中，效能都與對手不相伯仲。各張卡在不同的遊戲應用中，都表現出各自的優點。NVIDIA的顯示卡主要在OpenGL應用中取勝（傳統上這是NVIDIA的領域），而ATI在大部分的Direct3D應用中取勝。這樣，整體而言GeForce 6800 Ultra的效能與Radeon X800 XT相似，GeForce 6800 GT的效能則勝過Radeon X800 Pro。ATI的Radeon X1 Series推出後，NVIDIA就推出了GeForce 6800 GS對抗之。6800GS是原生支援PCI-E接口，用來取代6800GT，对抗ATi的X1600XT。緃使只有12條管線，但高時脈可彌補損失，使之有能力取代6800GT的地位。
大體而看，GeForce產品線由一開始到GeForce FX系列，6800 Ultra的效能增長是最大的。GeForce FX只能在OpenGL應用中取勝，Direct3D應用則十分弱，令NVIDIA的市場佔有率一度下降。而6800則協助NVIDIA收復失地。6800 Ultra給人一個正面的印象，這是十分重要的，對於協助NVIDIA重新取得主流市場佔有率。
一如所有直到2004年的NVIDIA顯示核心般，原先的NV40只支援AGP接口。NVIDIA隨後加入HSI橋接晶片，令GeForce 6產品支援PCI-E，該顯示核心代號NV45。它晶片面積與NV40相若，但整合了橋接晶片令它支援PCI-E。從NV45的封裝中，可看到兩塊晶片，較大的是只支援AGP的NV40，較小的就是橋接晶片。在後期NV45更新到NV48，使其支援512MB顯示記憶體，其他規格與NV45相同。
使用AGP至PCI-E橋接晶片，原先令使用者擔心。因為原生支援AGP的顯示核心，並不能得益於PCI-E的快速，效能亦可能比原生支援PCI-E的顯示核心差。後來，標準檢查程式顯示AGP 8x能夠提供足夠的速度，去發揮顯示核心的效能。當年顯示核心由支援AGP 4X升級到AGP 8X，效能增長並不明顯，更何況是頻寬更大的PCI-E。所以就算是支援PCI-E的顯示核心，在當年的遊戲程式中，得益都是非常少的。最後，NVIDIA將內部的AGP速度提升到12X或16X，預備將來的需要。
使用橋接晶片，使到NVIDIA能為PCI-E平台發佈完整的產品線，亦不需要重新設計核心，去支援PCI-E。之後，NVIDIA開發原生支援PCI-E的顯示核心，透過AGP-PCIe橋接晶片，使它們又可支援AGP接口。原先ATI猛烈抨擊橋接晶片，認為「有路何需搭橋」。後來，ATI开發了自己的Rialto橋接晶片，對抗NVIDIA的壓力。
諷刺地是第一款宣稱支援PureVideo的GeForce 6800系列顯示卡，實際是無法支援所有廣告所聲稱的特效。使用者和網上其他報告指出，支援PureVideo的GeForce 6600系列與不支援的GeForce 6800系列沒有明顯的分別。NVIDIA對此保持特別長的沉默，他們保證會更新驅動程式。但測試的結果使社群普遍認為，NV40的PureVideo元件是不能運作的，或是被故意禁止。2005年尾NVIDIA更新了他們的網頁，終於承認NV40、NV45、NV48顯示核心不能支持WMV9加速。當然若果有夠快的中央處理器，一樣可透過軟體解壓，去播放WMV9影片。

### GeForce 6700
6700 XL是6600 GT的OEM版本，頻率比6600GT稍高，只有微星推出過採用該核心的零售顯示卡。

### GeForce 6600

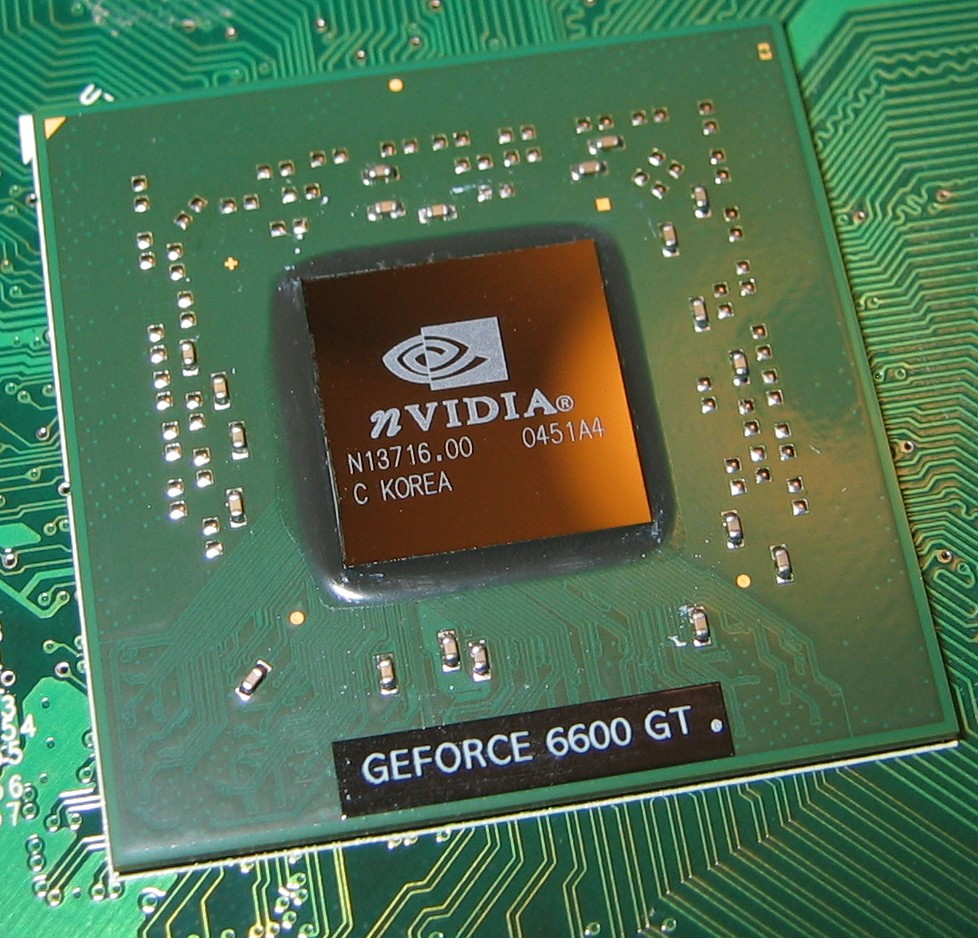
GeForce 6600GT 顯示核心

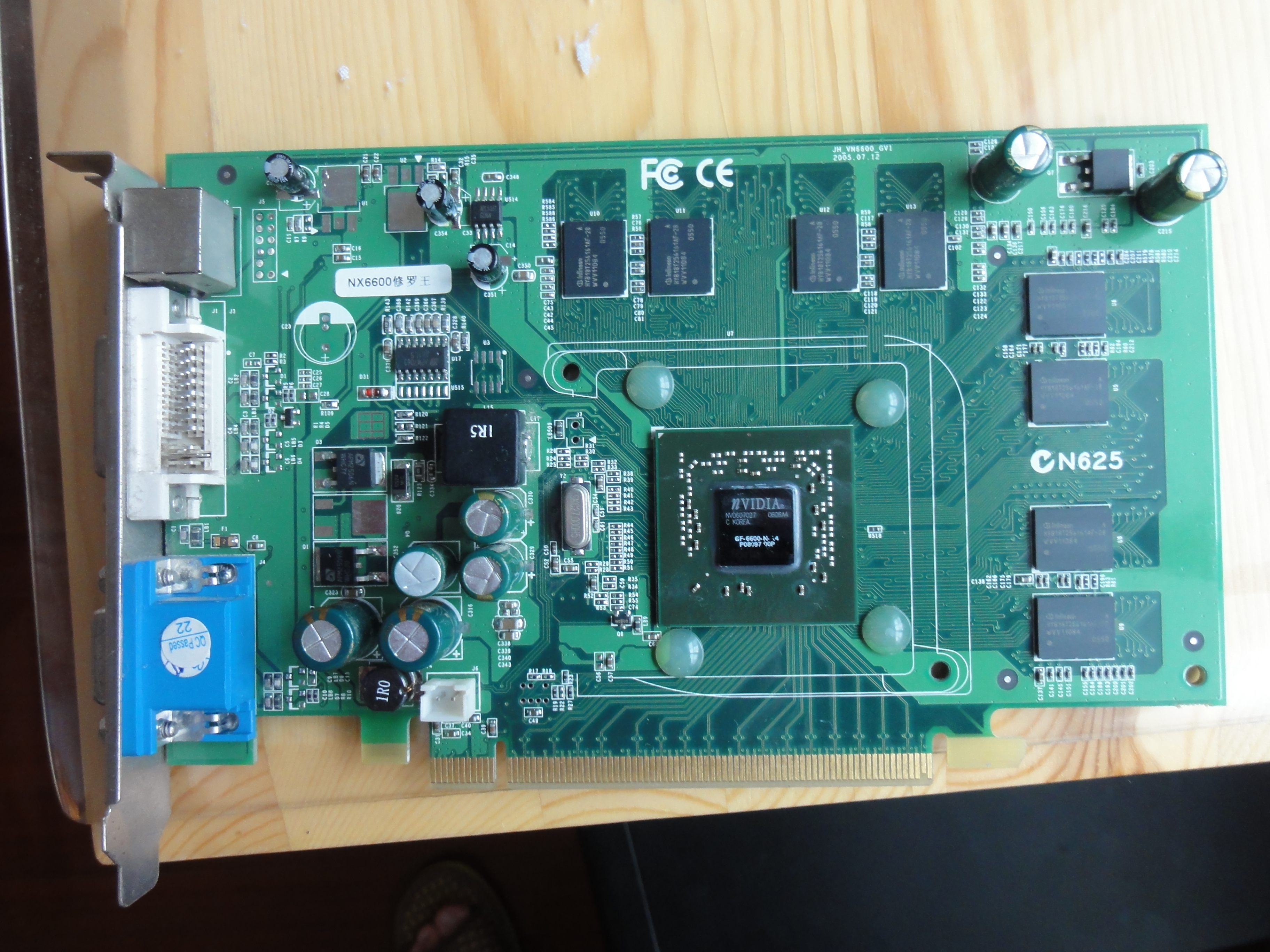
PCI-E接口的GeForce 6600GT，散热器已拆除

NVIDIA官方在2004年8月12日正式發佈GeForce 6600（NV43），於6800 Ultra發佈後的幾個月。它擁有的像素流水線和頂點著色器數目只有6800 GT的一半；顯示記憶體頻寬亦只有128-bit。較低效能和成本的6600是GeForce 6系列的主流產品。6600的著色架構保持與6800系列相同，亦包括支援SLI。6600系列裝備了較少的著色元件，所以處理像素時的效能較6800系列低。但是，元件的減少和製程提升110納米（6800採用130納米），都令產品的成本大大降低。
6600系列有三個成員：GeForce 6600LE、6600和6600GT（最慢到最快）。6600GT的效能比GeForce FX 5950 Ultra和Radeon 9800 XT稍快，6600GT在3DMark03中的得分約為8000左右，GeForce FX 5950 Ultra則約為6000左右，而且6600GT亦比較便宜。明顯地，當運行毁灭战士3時，6600GT的效能與ATI的高端卡X800 Pro相若。此外，在不開啟抗鋸齒功能時，6600GT的效能亦與高端的GeForce 6800相若。
發佈時，6600家族只支援PCI-E接口。一個月後，利用橋接晶片，支援AGP接口的形號亦開始推出。在ATI的Radeon X1 Series推出後，NVIDIA改良了6600系列，推出GeForce 6600 LE和GeForce 6600 GDDR2。前者只有4條像素流水線，用作对抗X700。後者有8條像素流水線，用作对抗ATi的X1300 Pro，与6800 GS一样使用高時脈策略。
PCI Express版本的數據：
- 顯示記憶體界面：128-bit
- 顯示記憶體頻寬：16.0 GB/s.
- 像素填充率 (pixels/s.): 40億
- 每秒頂點生成數：375 百萬
- 顯示記憶體頻率：1000 MHz
- 每周期處理像素（最高）: 8
- RAMDACs: 400 MHz

AGP 版本的數據：
- 顯示記憶體界面：128-bit
- 顯示記憶體頻寬：14.4 GB/s.
- 像素填充率 (pixels/s.): 40億
- 每秒頂點生成數：375 百萬
- 顯示記憶體頻率：900 MHz
- 每周期處理像素（最高）: 8
- RAMDACs: 400 MHz

### GeForce 6500
GeForce 6500於2005年10月發佈，它是建基於NV44核心，即是GeForce 6200TC。但它的核心和顯示記憶體頻率都較高，而且支援SLI。它用來取代6200，对抗X550，基本上是6200TC的超頻版，区别在于6500不支援TurboCache。
- 核心頻率：450 MHz
- 顯示記憶體頻率：700 MHz
- 像素流水線：4
- ROPs數量：2
- 頂點處理器：3
- 顯示記憶體容量：128MiB/256MiB DDR
- 顯示記憶體界面：64-bit
- 像素填充率 (pixels/s): 16億
- 每秒頂點生成數：300 百萬
- 有效顯示記憶體頻寬(GB/s): 13.44

### GeForce 6200

#### 不支援TurboCache版
6200核心只擁有四條像素流水線，是針對低端市場的產品。6200並不支援記憶體壓縮，起初更不支援SLI，但著色架構保持與6600系列相同。6200顯示卡是建基於NV44核心。
但是，起初的GeForce 6200並不是建基於NV44核心，只是6600系列核心（NV43V）的次貨。NVIDIA將有問題的NV43V核心，遮蔽了有破損的四條像素流水線，只餘下沒有問題的話另外四條。一些用家能利用軟體，重新開啟那些像素流水線，即是將6200改造成6600，但只限於NV43 A2或之前的核心。不是所有的NV43 6200都能被改造，A4或之後的版本都很難被改造。很快的，NVIDIA開始生產NV44核心，並停止將NV43V核心出貨。
- 核心編號：NV43V
  - 核心頻率：300 MHz
  - 顯示記憶體頻率：550 MHz
  - 像素流水線：4
  - 頂點處理器：3
  - 顯示記憶體容量：128 MiB/256 MiB/512 MiB
- 核心編號：NV44a
  - 核心頻率：350 MHz
  - 顯示記憶體頻率：500/400 MHz
  - 像素流水線：4
  - ROPs數量：2
  - 頂點處理器：3
  - 顯示記憶體容量：128-256 MiB DDR
  - 顯示記憶體界面：64-bit
- 核心編號：NV44a2
  - 核心頻率：350 MHz
  - 顯示記憶體頻率：540 MHz
  - 像素流水線：4
  - 頂點處理器：3
  - 顯示記憶體容量：128 MB DDR2
  - 顯示記憶體界面：128-bit
  - 散熱：被式散熱片

（只有PNY生產過這款顯示卡）

#### 支援TurboCache版

##### 桌面平臺
支援TurboCache技術的版本核心編號NV44或NV44a，採用PCI-Express介面，支援TurboCache技術的顯示卡只擁有很少的版載顯示記憶體，它會透過PCI-E接口從系統記憶體借用一部分作為顯示記憶體。6200 A則用作对抗ATi的Radeon 9550，效能与Radeon 9550旗鼓相當。
- 核心頻率：350 MHz
- 顯示記憶體頻率：700 MHz
- 像素流水線：4
- ROPs數量：2
- 頂點處理器：3
- 顯示記憶體類型
  - 規格1：支援128 MiB，包含16 MiB版載顯示記憶體 (32-bit)
  - 規格2：支援128 MiB，包含32 MiB版載顯示記憶體 (64-bit)
  - 規格3：支援256 MiB，包含64 MiB版載顯示記憶體 (64-bit)
  - 規格4：支援256 MiB，包含128 MiB版載顯示記憶體 (128-bit)

##### 行動平臺
該系列亦推出了行動版GeForce Go 6250與GeForce Go 6200。
- 產品型號：GeForce Go 6250
  - 記憶體介面：64-bit plus TurboCache
  - 記憶體頻寬(GBps)：5.6 GBps plus TurboCache
  - 像素填充率(pixels/sec.)：1.6 億
  - 頂點/秒：3 億
  - RAMDACs：400 MHz
- 產品型號：GeForce Go 6200
  - 記憶體介面：64-bit plus TurboCache
  - 記憶體頻寬(GBps)：4.8 GBps plus TurboCache
  - 像素填充率(pixels/sec.)：1.2 億
  - 頂點/秒：2.25 億
  - RAMDACs：400 MHz

### GeForce 6100
2005年末，NVIDIA發佈了GeForce 6100/6150系列，即是代號C51晶片組中整合的顯示核心，是nForce 4晶片組的IGP版本。NVIDIA推出此產品是為了堅持完成其整合式晶片組的理念，6100和6150兩者都支援Shader Model 3.0和DirectX 9.0c。6150更進一步支援PureVideo，DVI和電視輸出。它的效能完勝ATi的RS480/482和Intel的GMA 900/950顯示核心競爭。C51主板使用了兩款不同的南橋：nForce 410或nForce 430。他們的功能都與nForce4 Ultra主板十分相似，兩者都支援PCI Express和PCI接口，八個USB接口，內置音效卡，支援兩個ATA接口，和SATA-2接口，亦支援NCQ技術。410支援兩個SATA接口，430則支援4個。430南橋支援千兆網絡接口，同時支援NVIDIA的ActiveArmor硬體防火牆。410則只支援標準的10/100網絡接口。
- 核心頻率
  - GeForce 6100：425 MHz
  - GeForce 6150：475 MHz
- 像素流水線：2
- 頂點處理：1
- 顯示記憶體類型
  - 規格1：支援128 MiB，包含16 MiB版載顯示記憶體 (32-bit)
  - 規格2：支援128 MiB，包含32 MiB版載顯示記憶體 (64-bit)
  - 規格3：支援256 MiB，包含64 MiB版載顯示記憶體 (64-bit)
  - 規格4：支援256 MiB，包含128 MiB版載顯示記憶體 (128-bit)